# إريك سوينسون
إريك سوينسون (بالإنجليزية: Eric Swenson)‏ هو شخصية أعمال أمريكي، ولد في 4 أغسطس 1946، وتوفي في 20 يونيو 2011.